# O-Zone
O-Zone es un grupo moldavo y boy band de música de eurodance y Trance pop formado por Dan Bălan, Radu Sârbu y Arsenie Todiraş en 1999, que alcanzó la fama con el sencillo Dragostea din tei, más conocida como "Numa Numa iei", éxito del verano europeo en el año 2004, ubicada dentro del Ranking europeo en el 1.er lugar, mientras que ocupó el 3.er lugar en el ranking británico.
Aunque fue un éxito musical en Europa, jamás pudo tener lo mismo en el ranking del Billboard estadounidense. Dan Bălan escribió también la versión en inglés de la canción, pero solo logró ubicarse en el número 72 de la lista de ese tiempo.

## Historia

### 1999–2001: Primeros años
O-Zone fue originalmente un dúo formado por Dan Bălan y Petru Jelihovschi en el año 1999. Ambos lanzaron su primer álbum, Dar, unde eşti..., en 1999. Sin embargo, Jelihovschi no tenía intenciones de seguir una carrera musical, por lo que se separó de Bălan. Jelihosvchi ahora es director de General Media Group Moldova. 
Impávido, Bălan abrió audiciones para incorporar nuevos miembros a la banda. En una de las audiciones, conoció a Arsenie "Arsenium" Todiraş, quien sorprendió a Bălan con un cover de Love Me Tender de Elvis Presley. Bălan y Arsenium formaron un dúo hasta recibir una llamada de Radu Sârbu, quien solicitó una oportunidad para audicionar para el grupo. Radu iba a presentarse, pero su timidez, que ya le había hecho pasar malos ratos, se lo impidió. Bălan aceptó y luego de una gran audición, Sârbu pasó a ser oficialmente el tercer miembro de O-Zone. En 2002 el grupo se trasladaría a vivir a Bucarest (Rumania).

### Disolución y regreso sorpresa por el Día de Europa (2017)
En 2005 el grupo se disolvió debido a que cada integrante decidió seguir su propia carrera en solitario. En 2017 la banda se reúne para hacer un concierto en Chisináu, la capital del país natal de los miembros, Moldavia, y en Bucarest (Rumanía) para celebrar el Día de Europa. Radu Sirbu ha dado la posibilidad de que la banda volviera.
El trío Dan Bălan, Radu Sârbu y Arsenie Todiraş se está planteando para 2020 sacar un disco recopilatorio de sus grandes éxitos incorporando algún tema nuevo, y hacer una gira por parte de Europa, Asia, Oceanía y América, con motivo de los veinticinco años de la creación del grupo. Al término de la gira volverán a separarse.

## Dragostea din tei
La canción «Dragostea din tei» fue escrita y compuesta por Dan Bălan. Bălan estaba a cargo de la composición y la interpretación de las canciones. La banda O-Zone se formó en el año 1998 y  en 2001 publicaron su primer disco, Dar, Unde Ești. Su disco más vendido fue DiscO-Zone con 7.850.052 copias vendidas en todo el mundo, de las cuales un millón se vendieron en China. Otras de sus canciones más vendidas y que han cosechado gran éxito fueron "Sarbatoarea Noptilor de Vara", "Despre tine", y "Numai tu". La banda se disolvió en el año 2005, ya que cada integrante decidió seguir con su propia carrera en solitario.

## Discografía
- Dar, Unde Ești (1999)
- Number 1 (2002)
- DiscO-Zone (2004)

## Sencillos
- "Numai Tu" (2003)
- "Dragostea din tei" (2004)
- "Despre Tine" (2004)
- "Ma Ya Hi" (2005) (versión en inglés de la canción "Dragostea din tei", hecha por Dan Bălan y Lucas Prata)